# Grand Orient ibérique
Pour les articles homonymes, voir GOI.
Le Grand Orient ibérique, (en espagnol : Grande Oriente Ibérico) est une obédience maçonnique espagnole constituée en 2001, date à laquelle il est inscrit au registre du ministère de l’Intérieur conformément aux lois en vigueur. La renaissance du GOI répond au besoin d’une structure et d’une organisation pour la maçonnerie libérale en Espagne.

## Historique
Le Grand Orient ibérique est recréé par des membres de la Grande Loge symbolique espagnole après leur séparation de celle-ci et afin de donner une représentation et une structure à la maçonnerie libérale en Espagne. Le nom fut choisi en souvenir et en reconnaissance du Grand Orient formé sous cette même appellation à la fin du XIXe siècle (1876) et dans la continuité duquel cette création souhaite s'inscrire. Son but, à cette époque, était de contribuer de façon significative au développement et à l’unification de la maçonnerie libérale en Espagne et il fut l'un des acteurs essentiels dans la formation du Grand Orient espagnol qui est né de la fusion entre le « Gran Oriente Nacional » et le « Grande Oriente Ibérico » (1893).

## Principes
Le GOI est une obédience libre et souveraine enracinée dans la maçonnerie libérale et dont la devise est Libertad, Igualdad, Fraternidad (Liberté, Égalité, Fraternité). il n'accepte aucun dogme et défend les valeurs de liberté absolue de conscience, laissant au domaine individuel l'interprétation des signes et croyances religieuses. Le GOI ne pratique aucune discrimination sur la base des croyances religieuses ou politiques, ni pour des raisons de sexe ou de race, et considère que la diversité des cultures et des opinions est source d'enrichissement.
Le GOI est structuré en loges masculines, féminines et mixtes. Dans la pratique, toutes les loges sont mixtes. Dans leur fonctionnement les loges sont souveraines et indépendantes, fédérées au sein du GOI qui leur donne un cadre statutaire et réglementaire. Elles travaillent au Rite français (ou Rite moderne), mais accepte d'autres rites tels que le Rite écossais ancien et accepté.